# Николаевка (Колосовский район)
Николаевка — деревня в Колосовском районе Омской области России. Входит в состав Кутырлинского сельского поселения.

## История
Первые поселенцы
Деревня Николаевская была основана в 1895 году. По данным 1928 года в Николаевской имелось 110 хозяйств и проживало 663 человека (в основном — белорусы). Функционировали школа и маслозавод. В административном отношении деревня являлась центром сельсовета Нижне-Колосовского района Тарского округа Сибирского края. Первыми поселенцами Николаевки были выходцы из Белоруссии — Михаил Демеш и его семья. Первая зима на берегу озера прошла в землянке. Весной до семьи Демеш добрались и их белорусские соседи — семья Василия Пильник, а также ещё три дочери Михаила, одна из которых, — Марыся с мужем Семёном Рудских; а другая — Зося — с мужем Абрамом Молоток. Стали они строить дома вдоль речки Оши, пахать поля, лес корчевать. Позже к ним приехали братья с сестрой Семена Рудских — Смоляки. Поселился здесь и Прохор Карабанов, а за ним четверо братьев Волох — Степан, Андрей, Устин, Никифор. Матвей Шпиренок и Михаил Булгаков пришли вслед за ними. Скоро старая улица вплотную застроилась, и молодое поколение начало строить дома в другом месте. Появилась еще одна улица, на которой жили Разумовы, Жигановы, Ляховские, Кузины. Так началась история Николаевки. Сегодня уже никто не вспомнит истинного происхождения названия деревни, однако многие сходятся в том, что оно дано по имени первого поселенца. Но история говорит об обратном — первого поселенца звали Михаил, у которого было пять дочерей и лишь один сын — Николаев среди них не было, как и в семье Василия Пильник. И лишь единицы поговаривали, что деревне дали название в честь молодого Императора Всероссийского — Николая II . На момент основания деревни он правил первый год.
Достопримечательности
Одна из достопримечательностей Николаевки  - необычные колодцы  с "журавлем". В деревне их было очень много. Сегодня же осталось два действующих " Журавля". Была в деревне своя кузница. Первым кузнецом которой был Селюн (имя его утеряно), затем Трофим Степанович Волох, во время и после войны - Яков Прохорович Карабанов.
Вдоль Оши стояли три мельницы.
Во времена колхозов особое значение имела маслобойка. Масло из семян конопли, льна, рыжика били и продавали в соседние деревни.
Николаевский досуг
До организации колхоза клуба в деревне не было, молодежь на вечерки собиралась по домам. У кого изба мыла маленькой, тот "откупал" дом на вечер у своего соседа или знакомого, то есть надо было  либо наколоть дрова,  либо наносить воды и так далее. В Николаевке было много гармонистов. Под гармонь любили плясать Краковяк, Полька, Кадриль, Цыганочка, подгорную. Пели песни и сочиняли частушки на ходу. Первым деревенским гармонистом был Тимофей Волох. Его сыновья - Денис и Степан - привезли с собой из Белоруссии скрипки, а на цимбалах играл Иван Игнатьевич Ляховский.
В тридцатых был создан клуб, на базе которого ставил спектакли Семен Шпиренок. Кроме спектаклей в клубе проводились танцы, а в особые дни "давали" кино. Первым заведующим клуба был Осип Григорьевич Карабанов.
В конце 80-х и в 90-х Николаевским клубом заведовал Николай Николаевич Ляховский. В 1986 году он закончил Омское областное культурно-просветительное училище (ныне - http://ookkii.ru/+Омский& Архивная копия от 6 мая 2021 на Wayback Machine#x20;областной колледж культуры и искусства) отделение хореографии. Во время работы в клубе он не только ставил танцы, но и играл на гармони, пел сам и учил других. Односельчане всегда отзывались о нем хорошо - он был душой компании не только на концертах во время работы, но и на всех праздниках, которые отмечали николаевцы. В 90-х особенно популярна в Николаевке  была гармонь: песни и танцы под неё. И, конечно, главным гармонистом в то время был Ляховский Н.Н., потому его всюду и звали.
В 2001 году руководство клубом переняла супруга Ляховского - Надежда Иннокентьевна. Молодежь тех времен активно принимала участие в жизни клуба. Традиционный николаевский досуг - концерты ко всем праздникам разных лет, а особенно предновогодний концерт с участием односельчан: Ивана Ивановича и Людмилы Викторовны Волох, Николая Ивановича и Ларисы Валентиновны Волох, Виктора Борисовича Манина, Марии Васильевны Рудских, Оксаны Николаевны Букиной, Сергея Александровича и Натальи Николаевны Лемеш, Людмилы Михайловны Волох и других. Позже к николаевским самодеятельным артистам стали присоединяться их дети: Олеся Николаевна Волох, Алексей Николаевич Волох, Николай Васильевич Волох, Иван Васильевич Волох, Людмила Викторовна Волох (Манина), Наталья Михайловна Наумова, Александр Михайлович Наумов (ныне - ведущий актер Государственного академического Малого театра, г. Москва (Малый театр), Юлия Николаевна Попова (Волох), Сергей Владимирович Волох, Юлия Викторовна Манина, Наталья Николаевна Ляховская, Ольга Сергеевна Карабанова, Анна Сергеевна Карабанова, Виктория Николаевна Смоляк, Анастасия Эдуардовна Лемеш, Мария Николаевна Ляховская (ныне - преподаватель Омского областного колледжа культуры и искусства (ookkii.ru)  и другие.
В 2014 году семейную эстафету переняла  младшая дочь Наталья Николаевна Ляховская, а с 2020 года к работе в клубе вновь приступила Надежда Иннокентьевна.
С 2004 года входит в Кутырлинское сельское поселени

## География
Деревня находится в центральной части Омской области, на левом берегу реки Оша, на расстоянии примерно 40 километров (по прямой) к юго-западу от села Колосовка, административного центра района. Абсолютная высота — 92 метра над уровнем моря.

### Часовой пояс
Деревня Николаевка, как и вся Омская область, находится в часовой зоне МСК+3. Смещение применяемого времени относительно UTC составляет +6:00.

## Население
| 1926 | 2010 |
| ---- | ---- |
| 663  | ↘145 |

Гендерный состав
По данным Всероссийской переписи населения 2010 года в гендерной структуре населения мужчины составляли 49 %, женщины — соответственно 51 %.
Национальный состав
Согласно результатам переписи 2002 года, в национальной структуре населения русские составляли 99 %.

## Инфраструктура
В деревне функционирует фельдшерско-акушерский пункт (структурное подразделение Колосовской ЦРБ). Для жителей и гостей деревни свои двери открывает Сельский клуб (филиал МБУК "Колосовский РДК"), который в 2020 году "переехал" в новое, специально отреставрированное под клуб здание бывшей начальной школы-сада. Сегодня заведующей клуба является Подворная Надежда Иннокентьевна.

## Улицы
Уличная сеть деревни состоит из одной улицы (ул. Николаевская).